# هيرمان مادسن
هيرمان مادسن هو عسكري ومهندس ورياضياتي وسياسي دنماركي، ولد في 11 أبريل 1844 في كوبنهاغن في الدنمارك، وتوفي في 14 يونيو 1917 في فريدريكسبرغ في الدنمارك. نشط حزبياً في الحزب الليبرالي. وقد انتخب عضو فولكتنغ ‏.